# Egerpatak
Egerpatak (románul Aninoasa) falu Romániában Kovászna megyében. Közigazgatásilag Réty községhez tartozik.

## Fekvése
A Szacsva-patak völgyében, a rétyi Nyír északkeleti részén fekszik.

## Története
Területe ősidők óta lakott. A falutól délkeletre a Borosnyó-patak és a Kurta-patak közötti Fergettyüvár nevű hegycsúcson egykor őrtorony állott, csekély maradványai még láthatók. A hegy lábánál őskori telep nyomait tárták fel.
A falunak valószínűleg már a középkorban volt temploma, melyről 1643-ból van említés. Mai református temploma és iskolája a 18. században épült.
1910-ben 505 magyar lakosa volt. A trianoni békeszerződésig Háromszék vármegye Sepsi járásához tartozott.
2007-ben elkészült az első, a falut (Szacsva fele) átszelő aszfaltút, hossza kb. 1 km. 2007. szeptember 15-től megszűnt az iskola felső tagozata.
2017-ben a református templomot felújították. 2017 óta az egerpataki és böhönyei református gyülekezetek testvérgyülekekezeti kapcsolatban állnak.